# Petter Vennerød
Petter Vennerød, född 25 september 1948 i Oslo, död 19 september 2021, var en norsk filmregissör, manusförfattare och filmproducent.

## Regi i urval
- 1989 - Bröllopsfesten
- 1981 - Julia Julia
- 1980 - Liv og död

## Filmmanusi urval
- 1995 – När alla vet
- 1979 - Svartare än natten
- 1977 – Den tysta majoriteten

## Producent i urval
- 1995 – När alla vet
- 1988 - Hotel St Pauli
- 1979 - Svartare än natten
- 1977 – Den tysta majoriteten